# (500511) 2012 TQ288
(500511) 2012 TQ288 es un asteroide perteneciente al cinturón de asteroides, descubierto el 10 de octubre de 2012 por el equipo del Mount Lemmon Survey desde el Observatorio del Monte Lemmon, Arizona, Estados Unidos.

## Designación y nombre
Designado provisionalmente como 2012 TQ288.

## Características orbitales
2012 TQ288 está situado a una distancia media del Sol de 3,155 ua, pudiendo alejarse hasta 3,444 ua y acercarse hasta 2,867 ua. Su excentricidad es 0,091 y la inclinación orbital 9,281 grados. Emplea 2047,87 días en completar una órbita alrededor del Sol.

## Características físicas
La magnitud absoluta de 2012 TQ288 es 16,6. 